# Kane Hodder
 (juin 2018).
Kane Hodder est un acteur américain né le 8 avril 1955 à Auburn (Californie).

## Biographie
Il est l'acteur ayant tenu le rôle de Jason Voorhees de la saga Vendredi 13 (film) le plus longtemps, puisqu'avant son arrivée dans la saga, le rôle avait été redistribué à chaque film.
Il interprète Jason Voorhees, dans 4 films de la saga, entre 1988 et 2002.
Kane Hodder est l'acteur le plus imposant ayant interprété le rôle de Jason Voorhees, de par sa taille mais aussi sa corpulence (il mesure 1.91m et pèse environ 110 kg) par rapport aux autres acteurs ayant interprété ce rôle.

## Filmographie

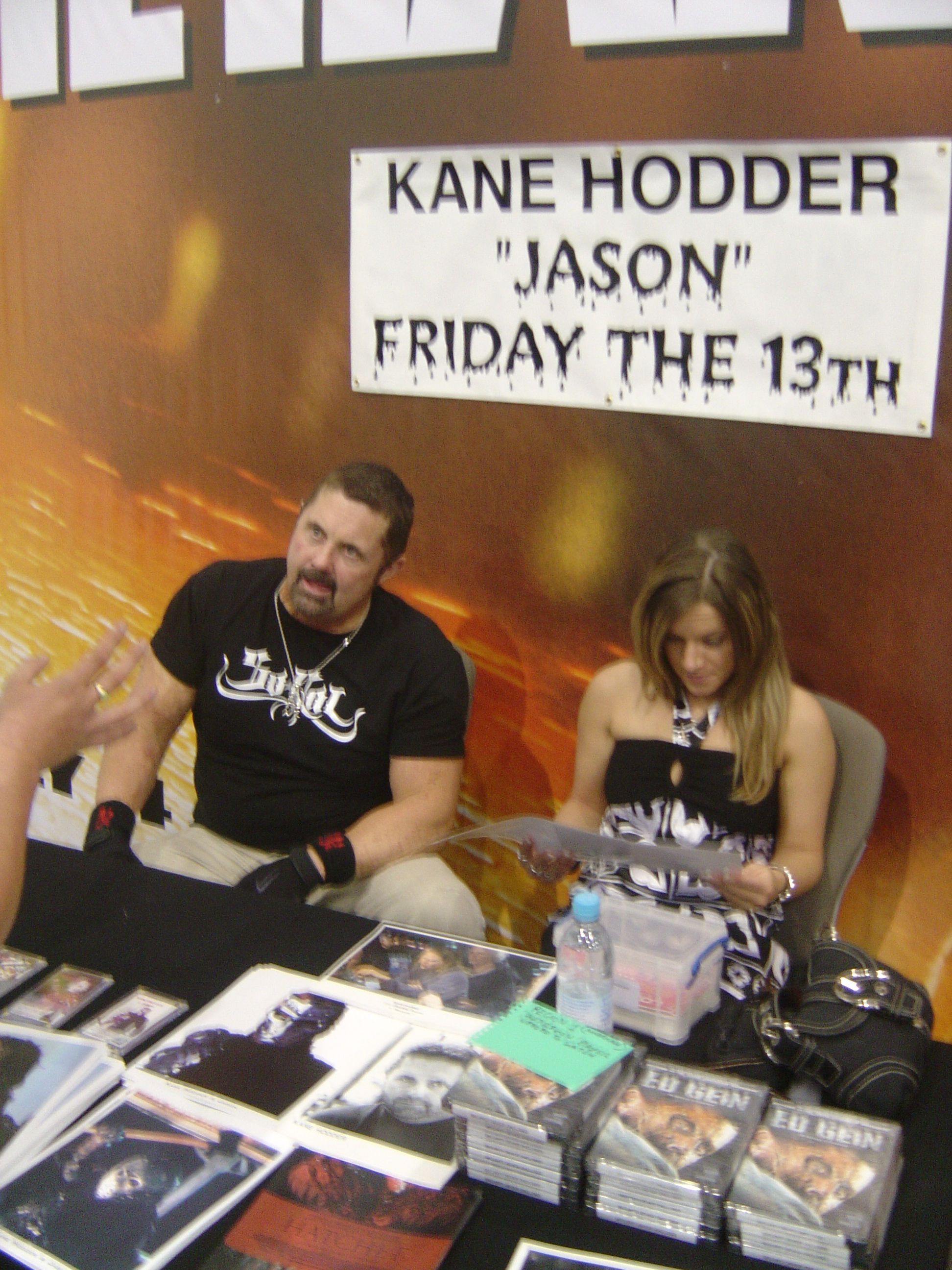
Kane Hodder (à gauche) en 2007.

- 1983 : Œil pour œil (Lone Wolf McQuade) : Goon
- 1984 : Hardbodies (en) : Older Geek
- 1985 : City Limits (en) : Unfriendly DA
- 1986 : American Warrior II: Le Chasseur (en) (Avenging Force) : Thug
- 1987 : House 2 (House 2: The Second Story) : Gorilla
- 1988 : Trained to Kill
- 1988 : Prison : Forsythe / Gas Mask Guard
- 1988 : Vendredi 13, chapitre 7 : Un nouveau défi (Friday the 13th Part VII: The New Blood) de John Carl Buechler : Jason Voorhees
- 1989 : Vendredi 13, l'ultime retour (Friday the 13th Part VIII: Jason Takes Manhattan) : Jason Voorhees
- 1989 : Best of the Best : Burt
- 1991 : Alligator 2, la mutation (Alligator II: The Mutation) : Billy Boy
- 1991 : 9 1/2 Ninjas!
- 1991 : Dernier Sacrifice (The Rapture) : Security Guard
- 1992 : House 4 : The Human Pizza
- 1993 : Best of the Best 2 : Backdoor Man
- 1993 : Société secrète : Weller
- 1993 : Jason va en enfer (Jason Goes to Hell: The Final Friday) : Jason Voorhees / Security Guard #2 / Freddy's Glove
- 1993 : Un père en cavale (Father Hood) : Bus driver
- 1993 : Rubdown (en) de Stuart Cooper (TV) : Simon
- 1994 : Le Démon d'Halloween 2 (Pumpkinhead II: Blood Wings) de Jeff Burr : Keith Knox
- 1995 : Project: Metalbeast : MetalBeast
- 1995 : Steel Frontier : Kinton
- 1995 : Scanner Cop II : Kidnapper #1
- 1996 : The Big Fall : Gunfiring Mobster
- 1996 : Best of the Best 3 (Best of the Best 3: No Turning Back) : Neo-Nazi gunman
- 1997 : Wishmaster : Merritt's Guard
- 1997 : The Shooter : Fighter
- 1998 : Sous haute protection (The Protector) : Henchman
- 1998 : Les Démons du maïs 5 (Children of the Corn V: Fields of Terror) (vidéo) : Bartender
- 1998 : TNT : Townie #3
- 1998 : Les Proies - La résurrection (en) (Watchers Reborn) de John Carl Buechler : Clerk
- 1999 : Fantasmes sauvages (Wildly Available) : Driver
- 2000 : Geppetto (en) (TV) : Pleasure Island inhabitant
- 2001 : Jason X : Jason Voorhees / Uber-Jason
- 2003 : Daredevil : Fallon's Bodyguard
- 2003 : Dark Wolf : Biker Guy
- 2003 : Grind : Sweet Lou's "Girlfriend"'s Dad
- 2003 : Monster : Undercover Cop
- 2005 : Derrière le masque (Behind the Mask: The Rise of Leslie Vernon) : Elm Street Resident
- 2005 : The Devil's Rejects : Officer with Gas Mask on Left
- 2005 : 2001 Maniacs : Jason
- 2006 : Butcher : La Légende de Victor Crowley (Hatchet) : Victor Crowley  /  Mr. Crowley
- 2006 : Room 6 : Homeless Demon
- 2006 : Fallen Angels : Envy
- 2007 : Born : Asmodeus / Cardinal
- 2007 : Ed Gein: The Butcher of Plainfield (en) (vidéo) : Ed Gein
- 2007 : Fanatique (Hack!) : Mr. Carpenter - First victim
- 2007 : Dead Noon (vidéo) : Undead Cowboy
- 2008 : B.T.K (vidéo) : Dennis Rader
- 2010 : Black Friday 3-D (film) : Tyler Hilburg
- 2010 : Butcher 2 (Hatchet 2) : Victor Crowley
- 2013 : Butcher 3 (Hatchet 3) : Victor Crowley
- 2014 : Alice D : Sr. Davenport
- 2014 : Charlie's Farm de Chris Sun
- 2015 : Ambulance 37 (old 37) de Alan Smithee
- 2017 : Death House
- 2017 : Victor Crowley : Victor Crowley

## Jeu vidéo
- 2023 : The Texas Chain Saw Massacre : Leatherface (capture de mouvements)